# Adriel
Adriel Tadeu Ferreira da Silva (* 22. Mai 1997 in São Paulo) ist ein brasilianischer Fußballspieler.

## Karriere
Adriel spielte ab 2016 für die erste Mannschaft von Grêmio Osasco Audax. Für diese kam er zu einem Einsatz in der Série D, zudem spielte er viermal in der zweiten Stufe der Staatsmeisterschaft von São Paulo. Im Januar 2019 wechselte der Defensivspieler nach Japan zum Drittligisten Gainare Tottori. Für Gainare absolvierte er 17 Partien in der J3 League, in denen er ein Tor erzielte. Nach der Saison 2019 verließ er die Japaner wieder.
Im Oktober 2020 kehrte er nach mehreren Monaten ohne Verein nach Brasilien zurück und schloss sich der Reserve der Corinthians São Paulo an. Im Februar 2021 wechselte er zum Drittligisten Paysandu SC, für den er allerdings nie zum Einsatz kam. Im August 2021 wechselte Adriel zum österreichischen Zweitligisten SC Austria Lustenau, bei dem er einen bis Juni 2022 laufenden Vertrag erhielt. Für Lustenau kam er in der Saison 2021/22 zu 20 Einsätzen in der 2. Liga, mit dem Team stieg er zu Saisonende in die Bundesliga auf. Im Oberhaus kam er dann in der Saison 2022/23 ebenfalls zu 20 Einsätzen. Nach der Saison 2022/23 verließ er Lustenau.
Zur Saison 2023/24 wechselte er dann zum Zweitligisten Schwarz-Weiß Bregenz. Für Bregenz absolvierte er 40 Zweitligapartien, ehe er den Verein nach der Saison 2024/25 verließ. Zur Saison 2025/26 wechselte er anschließend nach Vietnam zum Hà Nội FC.